# Liste de films français sortis en 2024
Listes de films français
- 2020
- 2021
- 2022
- 2023
- 2024
- 2025
- 2026
- 2027
- 2028

Cette page présente une liste non exhaustive de films français sortis en 2024 que ce soit en salles, en DVD, sur une plateforme ou en VOD.
| Film                                     | Réalisation                                     | Genre                         | Casting |
| ---------------------------------------- | ----------------------------------------------- | ----------------------------- | --- |
| À l'ancienne                             | Hervé Mimran                                    | Comédie                       | Didier Bourdon, Gérard Darmon, Chantal Lauby |
| À toute allure                           | Lucas Bernard                                   | Comédie                       | Pio Marmaï, Eye Haïdara, José Garcia |
| Belle Enfant                             | Jim                                             | Comédie dramatique            | Baptiste Lecaplain, Marine Bohin, Marisa Berenson                                                                                               |
| Bis Repetita                             | Émilie Noblet                                   | Comédie                       | Louise Bourgoin, Xavier Lacaille, Noémie Lvovsky                                                                                                |
| Boléro                                   | Anne Fontaine                                   | Biographie                    | Raphaël Personnaz, Doria Tillier, Jeanne Balibar, Emmanuelle Devos                                                                              |
| Bonnard, Pierre et Marthe                | Martin Provost                                  | Biographie                    | Cécile de France, Vincent Macaigne |
| C'est le monde à l'envers !              | Nicolas Vanier                                  | Comédie                       | Mickaël Youn, Valérie Bonneton, Eric Elmosnino, François Berléand, Yannick Noah                                                                 |
| Chien et Chat                            | Reem Kherici                                    | Comédie                       | Reem Kherici, Franck Dubosc, Philippe Lacheau                                                                                                   |
| Cocorico                                 | Julien Hervé                                    | Comédie                       | Christian Clavier, Didier Bourdon, Sylvie Testud, Marianne Denicourt                                                                            |
| Daaaaaalí !                              | Quentin Dupieux                                 | Comédie                       | Anaïs Demoustier, Edouard Baer, Gilles Lellouche, Pio Marmaï, Jonathan Cohen                                                                    |
| Dans la peau de Blanche Houellebecq      | Guillaume Nicloux                               | Comédie                       | Blanche Gardin, Michel Houellebecq |
| Ducobu passe au vert                     | Elie Semoun                                     | Comédie                       | Damien Pauwels, Elie Semoun, François Levantal, Gérard Jugnot, Nicolas Marié                                                                    |
| Elyas                                    | Florent-Emilio Siri                             | Action                        | Roschdy Zem |
| Emilia Pérez                             | Jacques Audiard                                 | Drame musical                 | Karla Sofía Gascón, Selena Gomez, Zoe Saldaña, Adriana Paz                                                                                      |
| Emmanuelle                               | Audrey Diwan                                    | Érotique                      | Noémie Merlant, Will Sharpe, Naomi Watts |
| En fanfare                               | Emmanuel Courcol                                | Comédie                       | Benjamin Lavernhe, Pierre Lottin |
| En tongs au pied de l'Himalaya           | John Wax                                        | Drame                         | Audrey Lamy |
| Et plus si affinités                     | Olivier Ducray et Wilfried Méance               | Comédie                       | Bernard Campan, Isabelle Carré, Pablo Pauly, Julia Faure                                                                                        |
| Fario                                    | Lucie Prost                                     | Drame                         | Finnegan Oldfield, Megan Northam, Florence Loiret Caille                                                                                        |
| Finalement                               | Claude Lelouch                                  | Comédie                       | Kad Merad, Elsa Zylberstein, Michel Boujenah, Sandrine Bonnaire                                                                                 |
| Frères                                   | Olivier Casas                                   | Drame                         | Yvan Attal, Matthieu Kassovitz |
| Heureux Gagnants                         | Maxime Govare                                   | Comédie                       | Fabrice Eboué, Audrey Lamy, Victor Meutelet, Anouk Grinberg, Pauline Clément                                                                    |
| Ici et là-bas                            | Ludovic Bernard                                 | Comédie                       | Ahmed Sylla, Hakim Jemili, Hugo Becker, Anouk Grinberg, Pauline Clément                                                                         |
| Jamais sans mon psy                      | Arnaud Lemort                                   | Comédie                       | Christian Clavier, Baptiste Lecaplain, Claire Chust, Cristiana Reali, Rayane Bensetti                                                           |
| Joli Joli                                | Diastème                                        | Comédie musicale              | Clara Luciani, José Garcia, William Lebghil, Vincent Dedienne, Victor Belmondo                                                                  |
| Karaoké                                  | Stéphane Ben Lahcene                            | Comédie                       | Michèle Laroque, Claudia Tagbo, David Mora |
| L'Amour ouf                              | Gilles Lellouche                                | Drame                         | François Civil, Adèle Exarchopoulos, Benoît Poelvoorde, Raphaël Quenard                                                                         |
| L'Empire                                 | Bruno Dumont                                    | Comédie dramatique            | Fabrice Luchini, Camille Cottin, Lyna Khoudri, Anamaria Vartolomei                                                                              |
| L'Esprit Coubertin                       | Jérémie Sein                                    | Comédie                       | Benjamin Voisin, Emmanuelle Bercot |
| L'Heureuse Élue                          | Frank Bellocq                                   | Comédie                       | Gérard Darmon, Michèle Laroque, Camille Lellouche, Lionel Erdogan                                                                               |
| L'Histoire de Souleymane                 | Boris Lojkine                                   | Drame                         | Abou Sangaré |
| La Bête                                  | Bertrand Bonello                                | Drame, Science-fiction        | Léa Seydoux, George MacKay |
| La Famille Hennedricks                   | Laurence Arné                                   | Comédie                       | Laurence Arné, Dany Boon |
| La Ferme des Bertrand                    | Gilles Perret                                   | Documentaire                  | |
| La Gardav                                | Thomas Lemoine et Dimitri Lemoine               | Comédie, Burlesque, Drame     | Thomas Lemoine, Gaël Tavares, Pierre Lottin, Lionnel Astier, Melissa Izquierdo, Alain Bouzigues, Hichem Yacoubi, Benjamin Baffie, Lotfi Abdelli |
| La Petite Vadrouille                     | Bruno Podalydès                                 | Comédie                       | Daniel Auteuil, Sandrine Kiberlain, Denis Podalydès                                                                                             |
| La Plus Précieuse des marchandises       | Michel Hazanavicius                             | Animation                     | |
| La Promesse verte                        | Edouard Bergeon                                 | Drame, Thriller               | Félix Moati, Alexandra Lamy |
| La Vallée des fous                       | Xavier Beauvois                                 | Comédie dramatique            | Jean-Paul Rouve, Pierre Richard, Madeleine Beauvois, Joseph Olivennes                                                                           |
| La Vie de ma mère                        | Julien Carpentier                               | Comédie dramatique            | Agnès Jaoui, William Lebghil, Alison Wheeler |
| Largo Winch : Le Prix de l'argent        | Olivier Masset-Depasse                          | Action                        | Tomer Sisley, James Franco, Clotilde Hesme |
| Le Comte de Monte-Cristo                 | Mathieu Delaporte et Alexandre de la Patellière | Drame                         | Pierre Niney, Anaïs Demoustier, Bastien Bouillon, Laurent Lafitte, Patrick Mille                                                                |
| Le Déluge                                | Gianluca Jodice                                 | Drame historique              | Guillaume Canet, Mélanie Laurent |
| Le Dernier des Juifs                     | Noé Debré                                       | Comédie                       | Michael Zindel, Agnès Jaoui |
| Le Dernier Jaguar                        | Gilles de Maistre                               | Aventures                     | |
| Le Deuxième Acte                         | Quentin Dupieux                                 | Comédie                       | Vincent Lindon, Raphaël Quenard, Léa Seydoux, Pio Marmaï, Louis Garrel                                                                          |
| Le Fil                                   | Daniel Auteuil                                  | Drame                         | Daniel Auteuil, Grégory Gadebois, Sidse Babett Knudsen, Alice Belaïdi                                                                           |
| Le Larbin                                | Alexandre Charlot & Franck Magnier              | Comédie                       | Audran Cattin, Kad Merad, Clovis Cornillac |
| Le Molière imaginaire                    | Olivier Py                                      | Comédie dramatique            | Laurent Lafitte, Stacy Martin, Jeanne Balibar                                                                                                   |
| Le Panache                               | Jennifer Devoldère                              | Comédie dramatique            | José Garcia, Aure Atika, Joachim Arseguel |
| Le Procès du chien                       | Laetitia Dosch                                  | Comédie                       | Laetitia Dosch, François Damiens, Pierre Deladonchamps                                                                                          |
| Le Roman de Jim                          | Arnaud et Jean-Marie Larrieu                    | Comédie dramatique            | Karim Leklou, Laetitia Dosch, Sara Giraudeau |
| Le Tableau volé                          | Pascal Bonitzer                                 | Comédie                       | Alex Lutz, Léa Drucker, Nora Hamzawi |
| Les Barbares                             | Julie Delpy                                     | Comédie                       | Julie Delpy, Sandrine Kiberlain, Laurent Lafitte                                                                                                |
| Les Boules de Noël                       | Alexandra Leclère                               | Comédie                       | Kad Merad, Valérie Bonneton, Noémie Lvovsky |
| Les Cadeaux                              | Raphaële Moussafir et Christophe Offenstein     | Comédie                       | Gérard Darmon, Chantal Lauby, Camille Lellouche, Mélanie Doutey, Gringe, Max Boublil, Vanessa Guide, Tom Leeb, Liliane Rovère                   |
| Les Chèvres !                            | Fred Cavayé                                     | Comédie                       | Dany Boon, Jérôme Commandeur, Claire Chust |
| Les Derniers Hommes                      | David Oelhoffen                                 | Drame historique              | Guido Caprino, Andrzej Chyra, Nuno Lopes |
| Les Femmes au balcon                     | Noémie Merlant                                  | Comédie                       | Souheila Yacoub, Noémie Merlant, Sanda Codreanu, Lucas Bravo                                                                                    |
| Les Pistolets en plastique               | Jean-Christophe Meurisse                        | Comédie                       | Laurent Stocker, Delphine Baril |
| Les Rois de la piste                     | Thierry Klifa                                   | Comédie                       | Fanny Ardant, Matthieu Kassovitz, Laetitia Dosch                                                                                                |
| Les Trois Fantastiques                   | Michaël Dichter                                 | Drame                         | Emmanuelle Bercot, Raphaël Quenard |
| Leurs enfants après eux                  | Ludovic Boukherma & Zoran Boukherma             | Drame                         | Paul Kircher, Angelina Woreth, Sayyid El Alami, Ludivine Sagnier, Gilles Lellouche                                                              |
| Louise Violet                            | Éric Besnard                                    | Drame historique              | Alexandra Lamy, Grégory Gadebois |
| Ma vie ma gueule                         | Sophie Fillières                                | Comédie                       | Agnès Jaoui |
| Maison de retraite 2                     | Claude Zidi Jr.                                 | Comédie                       | Kev Adams, Jean Reno, Liliane Rovère, Daniel Prévost, Firmine Richard, Amanda Lear, Chantal Ladesou                                             |
| Marcello mio                             | Christophe Honoré                               | Comédie dramatique            | Chiara Mastroianni, Catherine Deneuve, Fabrice Luchini, Nicole Garcia                                                                           |
| Miséricorde                              | Alain Guiraudie                                 | Drame                         | Félix Kysyl, Catherine Frot |
| Monsieur Aznavour                        | Grand Corps Malade & Mehdi Idir                 | Biographie                    | Tahar Rahim, Bastien Bouillon, Marie-Julie Baup                                                                                                 |
| N'avoue jamais                           | Ivan Calbérac                                   | Comédie                       | André Dussollier, Sabine Azéma, Thierry Lhermitte                                                                                               |
| Neuilly-Poissy                           | Grégory Boutboul                                | Comédie                       | Max Boublil, Mélanie Bernier, Claudia Tagbo, Gérard Darmon                                                                                      |
| Ni chaînes ni maîtres                    | Simon Moutaïrou                                 | Drame historique              | Ibrahima Mbaye, Camille Cottin, Thiandoum Anna Diakhere, Benoît Magimel                                                                         |
| Nous, les Leroy                          | Florent Bernard                                 | Comédie dramatique            | José Garcia, Charlotte Gainsbourg |
| On aurait dû aller en Grèce              | Nicolas Benamou                                 | Comédie                       | Gérard Jugnot, Virginie Hocq, Michel Ferracci                                                                                                   |
| On fait quoi maintenant ?                | Lucien Jean-Baptiste                            | Comédie                       | Isabelle Nanty, Gérard Darmon, Lucien Jean-Baptiste, Zabou Breitman                                                                             |
| Opération Portugal 2 : La Vie de château | Frank Cimière                                   | Comédie                       | D'jal, Grégoire Bonnet, Bruno Sanches |
| Paradis Paris                            | Marjane Satrapi                                 | Comédie dramatique            | Monica Bellucci, Ben Aldridge, Rossy de Palma, André Dussollier                                                                                 |
| Pas de vagues                            | Teddy Lussi-Modeste                             | Drame                         | François Civil, Shaïn Boumedine, Toscane Duquesne                                                                                               |
| Petites Mains                            | Nessim Chikhaoui                                | Comédie                       | Corinne Masiero, Lucie Charles-Alfred, Marie-Sohna Condé, Salimata Kamaté, Maïmouna Gueye                                                       |
| Planète B                                | Aude Léa Rapin                                  | Science-fiction, anticipation | Adèle Exarchopoulos, Souheila Yacoub, Eliane Umuhire                                                                                            |
| Pourquoi tu souris ?                     | Chad Chenouga & Christine Paillard              | Comédie                       | Jean-Pascal Zadi, Raphaël Quenard, Emmanuelle Devos                                                                                             |
| Presque légal                            | Max Mauroux                                     | Comédie                       | Marley Duboscq, Joseph Pierre, Léo Castel, François Levantal                                                                                    |
| Quand vient l'automne                    | François Ozon                                   | Drame                         | Josiane Balasko, Hélène Vincent, Ludivine Sagnier, Raphaël Quenard                                                                              |
| Quatre Zéros                             | Fabien Onteniente                               | Comédie                       | Gérard Lanvin, Isabelle Nanty, Didier Bourdon                                                                                                   |
| Quelques jours pas plus                  | Julie Navarro                                   | Comédie dramatique            | Camille Cottin, Benjamin Biolay |
| Rosalie                                  | Stéphanie Di Giusto                             | Drame                         | Benoît Magimel, Nadia Tereszkiewicz, Gustave Kervern                                                                                            |
| Saint-Ex                                 | Pablo Agüero                                    | Drame                         | Vincent Cassel, Louis Garrel, Diane Kruger |
| Salem                                    | Jean-Bernard Marlin                             | Drame                         | Dalil Abdourahim, Oumar Moindjie, Wallenn El Gharbahoui                                                                                         |
| Sarah Bernhardt, La Divine               | Guillaume Nicloux                               | Biographie                    | Sandrine Kiberlain, Laurent Lafitte, Amira Casar, Pauline Etienne                                                                               |
| Sous écrous                              | Hakim Bougheraba                                | Comédie dramatique            | Ichem Bougheraba, Arriles Amrani, Bernard Farcy, Brahim Bouhlel, Redouane Bougheraba                                                            |
| Super Papa                               | Léa Lando                                       | Comédie                       | Ahmed Sylla, Claudia Tagbo, Zabou Breitman |
| Sur un fil                               | Reda Kateb                                      | Comédie dramatique            | Aloïse Sauvage, Philippe Rebbot, Sara Giraudeau                                                                                                 |
| Le Tableau volé                          | Pascal Bonitzer                                 | Comédie                       | Alex Lutz, Léa Drucker, Nora Hamzawi |
| The Substance                            | Coralie Fargeat                                 | Body horror                   | Demi Moore, Dennis Quaid |
| Trois Amies                              | Emmanuel Mouret                                 | Comédie dramatique            | Camille Cottin, Sara Forestier, India Hair |
| Un Noël en famille                       | Jeanne Gottesdiener                             | Comédie                       | Didier Bourdon, Noémie Lvovsky |
| Un ours dans le Jura                     | Franck Dubosc                                   | Comédie                       | Franck Dubosc, Laure Calamy |
| Un p'tit truc en plus                    | Artus                                           | Comédie                       | Artus, Clovis Cornillac, Alice Belaïdi |
| Une affaire de principe                  | Antoine Raimbault                               | Drame                         | Bouli Lanners, Thomas VDB, Céleste Brunnquell                                                                                                   |
| Une part manquante                       | Guillaume Senez                                 | Drame                         | Romain Duris, Judith Chemla, Mei Cirne-Masuki                                                                                                   |
| Vingt Dieux                              | Louise Courvoisier                              | Drame                         | Clément Faveau, Maïwène Barthelemy, Luna Garret                                                                                                 |
| Vivre, mourir, renaître                  | Gaël Morel                                      | Drame                         | Victor Belmondo, Lou Lampros, Théo Christine |